# 向山站
向山站（日语：／ Mukaiyama eki */?）是位於青森縣上北郡奧入瀨町，青森鐵道的青森鐵道線車站。

## 車站構造
此站是由三澤站管理的無人車站。車站大樓位於西出口側，截至2011年，大樓內只開放候車室，並沒有開放車站事務室。東出口連接跨線橋，在該處沒有候車室。

### 月台
設有1面2線的島式月台。車站大樓與月台之間設有跨線橋連接。
| 月台 | 路線        | 上下行 | 方向                   |
| ---- | ----------- | ------ | ---------------------- |
| 1    | ■青森鐵道線 | 下行   | 三澤、野邊地、青森方向 |
| 2    | ■青森鐵道線 | 上行   | 八戶、三戶方向         |

## 歷史
- 1922年8月15日：鐵道省開設木之下信號站（日语：／）。
- 1936年7月10日：升級至車站，名為向山站。
- 1962年5月16日：開始接受貨物起卸業務。
- 1976年9月1日：終止貨物起卸業務。
在車站西邊設有富士製糖（日语：フジ日本精糖）青森工場的專用線，該專用線用作運送砂糖等製成品與石油等貨物。但是，工程在1967年（昭和42年）3月關閉後，專用線便暫停運作。
- 1980年5月1日：降為簡易委託車站。
- 1987年4月1日：隨國鐵分割民營化，車站由東日本旅客鐵道（JR東日本）營運。
- 1992年：改為無人車站。
- 2010年12月4日：隨東北新幹線全線開通，此站變由青森鐵道管理。
- 2011年：把向山站車站內一間未使用的房間改裝成為「向山站迷你博物館」。並於星期六、日及假期開於，開館時間為早上9時至下午4時。另外，在「向山站迷你博物館」非開放日，如要使用車站印章，需要前往下田站[注 1]。

## 使用狀況
| 1日上下車人次變化 | 1日上下車人次變化 |
| 年度              | 1日平均人次       |
| ----------------- | ----------------- |
| 2011              | 35                |
| 2012              | 41                |
| 2013              | 42                |
| 2014              | 32                |
| 2015              | 47                |
| 2016              | 44                |
| 2017              | 54                |
| 2018              | 68                |

## 車站周邊
- 青森縣道171號向山停車場六戶線（日语：青森県道171号向山停車場六戸線）
- 川綠牧場 （页面存档备份，存于）
- 氣比神社
- 觀光農園 農業之里奧入瀨

## 巴士路線
- 奧入瀨町民巴士（日语：おいらせ町民バス）（從西出口出發）
  - 北回線
  - 南回線

## 相鄰車站
青森鐵道
■青森鐵道線
□快速「下北」
通過
■普通
下田－向山－三澤

## 注腳

## 外部連結
- 青森鐵道向山站（页面存档备份，存于）（日語）
- 向山站愛好會之Blog（页面存档备份，存于）（日語）